# Датчи
Датчи (англ. Dutchy, на языке чирикауа Бейкитзоги (Bakeitzogie), Жёлтый Койот; 1855 — 12 марта 1893) — индеец из племени чирикауа, служивший скаутом в американской армии во время кампании Джеронимо.
Датчи родился примерно в 1855 году. Своё прозвище получил от белых американцев, считавших, что он внешне похож на немца. Бриттон Дэвис писал в своей книге «Правда о Джеронимо», что в начале 1870-х гг. отец Датчи убил белого человека и бежал в горы, сын выследил его, убил и вернулся с его отрезанной головой. Дэвис отметил, что не может гарантировать правдивости этой истории, но что многие, в том числе Эл Сибер, верят в неё. 
Датчи являлся участником военного отряда Чато, совершившего рейд по Нью-Мексико и Аризоне в 1883 году. Он сдался Бриттону Дэвису в том же году и был отправлен в форт Томас. 13 марта 1884 года нанялся скаутом и, по словам Дэвиса, служил верно до 1886 года. Стражи порядка Юго-Запада США пытались арестовать его за убийство Джейкоба Сэмюэла Феррина, которое он якобы совершил около Сан-Карлоса в июле 1883 года. Генерал Джордж Крук, хорошо знавший скаута и уважавший его, приложил много усилий, чтобы отстоять Датчи. Он понимал, что арест скаута создаст опасный прецедент, который принесет гораздо больше вреда, чем пользы — многие апачи, в прошлом воевавшие против белых американцев, будут чувствовать опасение, что в любой момент их тоже могут арестовать и предать суду. 
Датчи находился с Эмметом Кроуфордом в экспедиции в Сьерра-Мадре и являлся его телохранителем и сержантом скаутов, когда 11 января 1886 года капитан был убит мексиканцем. Мгновением позже Датчи пристрелил убийцу офицера. В том же году, после капитуляции Джеронимо, он был сослан во Флориду в военную тюрьму в Форт-Пикенс вместе с остальными чирикауа. Находясь в заключении, женился. Датчи был забит до смерти пьяными американскими солдатами в казармах Маунт-Вернон в штате Алабама 12 марта 1893 года.